# Vossen
Vossen is een verzamelnaam voor een aantal soorten hondachtigen. De meeste soorten behoren tot het geslacht Vulpes. De meest verspreide soort, en de enige die van nature in Nederland en België voorkomt, is de gewone vos, Vulpes vulpes. De valse vossen – hondachtigen in andere geslachten dan Vulpes – danken hun populaire naam "vos" aan hun gelijkenis met de gewone vos.
Enkele hondachtigen die vos genoemd worden zijn:
- Geslacht Vulpes (Echte vossen)
  - Bengaalse vos (Vulpes bengalensis)
  - Afghaanse vos (Vulpes cana)
  - Kaapse vos of kamavos (Vulpes chama)
  - Steppevos of korsakvos (Vulpes corsac)
  - Midden-Aziatische vos of Tibetaanse vos (Vulpes ferrilata)
  - Grootoorkitvos (Vulpes macrotis)
  - Oostelijke zandvos of vale vos (Vulpes pallida)
  - Zandvos (Vulpes rueppelli)
  - Kitvos (Vulpes velox)
  - Gewone vos of rode vos (Vulpes vulpes)
  - Poolvos (Vulpes lagopus)
  - Fennek of woestijnvos (Vulpes zerda)
- Geslacht Cerdocyon
  - Krabbenetende vos (Cerdocyon thous)
- Geslacht Lycalopex
  - Andesvos (Lycalopex culpaeus)
  - Patagonische vos of Argentijnse vos (Lycalopex griseus)
- Geslacht Pseudalopex
  - Azaravos (Pseudalopex gymnocercus)
- Geslacht Otocyon
  - Grootoorvos of lepelhond (Otocyon megalotis)
- Geslacht Urocyon
  - Grijze vos (Urocyon cinereoargenteus)
  - Eilandvos (Urocyon littoralis)